# Травень 2017
Травень 2017 — п'ятий місяць 2017 року, що розпочався в понеділок 1 травня та закінчиться в середу 31 травня.

## Події
- 1 травня
  - День міжнародної солідарності трудящих; святковий день в Україні.[1] У Парижі під час традиційної першотравневій демонстрації сталися масові заворушення і погроми[2]. В Україні незначні сутички між демонстрантами відбулися в Херсоні, Дніпрі і Харкові[3].
- 3 травня
  - Губернатор Пуерто-Рико Рікардо Роселло вживив економічні заходи[en] для реструктуризації державної заборгованості згідно з актом PROMESA, що з юридичної точки зору є схожим до оголошення банкрутства.[4] В українських ЗМІ це помилково назвали «дефолтом»[5].
- 4 травня
  - У Венесуелі під час протестів проти наміру президента Ніколаса Мадуро змінити конституцію, під час загальних зборів університету кілером вбито лідера студентської спілки[6].
- 6 травня
  - Донецький «Шахтар» достроково став переможцем Чемпіонату України з футболу 2016—2017[7].
- 7 травня
  - У Франції в другому турі голосування на виборах Президента переміг лідер руху «Вперед» і колишній міністр фінансів Еммануель Макрон[8][9].
  - У місті Києві відбулося офіційне відкриття Пісенного конкурсу Євробачення 2017[10].
- 8 травня
  - День пам'яті та примирення.
- 9 травня
  - День перемоги над нацизмом у Другій світовій війні; святковий день в Україні[1]. У багатьох містах України пройшли масові акції, незначні сутички між мітингувальниками сталися в Одесі, Запоріжжі, Діпрі і Києві[11].
  - На позачергових президентських виборах у Південній Кореї переміг Мун Чже Ін[12][13].
- 11 травня
  - Рада Європейського Союзу оприлюднила рішення щодо безвізового режиму між Україною та ЄС[14].
- 12 травня
  - Вірус-здирник WannaCrypt, що блокує комп'ютери на ОС Windows, інфікував десятки тисяч комп'ютерів у світі за лічені години[15].
- 14 травня
  - Представник Португалії Салвадор Собрал переміг у пісенному конкурсі Євробачення 2017 з піснею «Amar Pelos Dois»[16].
  - Інавгурація новообраного Президента Франції Еммануеля Макрона.
  - Помер Євген Грицяк, політв'язень та один з керівників повстання в Норильських таборах 1953 року.
- 16 травня
  - Президент України Петро Порошенко ввів у дію нові санкції проти Росії, внаслідок яких, зокрема, мають бути заблоковані соцмережі «ВКонтакті» та «Однокласники», програму 1С, інтернет-портали Яндекс, Mail.Ru, антивіруси Kaspersky та Dr.Web, а також та деякі російські телеканали[17].
- 17 травня
  - Рішення безвізового режиму між Україною та Європейським Союзом підписано у Стазбурзі президентом Європарламенту Антоніо Таяні та міністром внутрішніх справ і національної безпеки головуючої у Раді ЄС Мальти Кармело Абела[18][19][20].
  - Донецький «Шахтар» переміг київське «Динамо» у фіналі Кубка України з футболу[21].
- 18 травня
  - Верховна Рада України проголосувала за скасування «закону Савченко»[22].
- 19 травня
  - Діючий іранський Президент Хассан Рухані переміг на президентських виборах[23].
- 21 травня
  - Припинила існування українська редакція Euronews[24].
  - Українська тенісистка Еліна Світоліна перемогла на турнірі WTA Italian Open[25].
  - Збірна Швеції перемогла збірну Канади та стала чемпіоном світу із хокею 2017 року[26].
- 22 травня
  - В ЄС офіційно опублікували рішення про безвізовий режим з Україною[18][27].
  - Міжнародний трибунал ООН з морського права виніс процедурне рішення за позовом України проти РФ стосовно порушення Росією Конвенції ООН з морського права. Україна до 19 лютого 2018 року має підготувати документи щодо арбітражного провадження проти Росії.[28][29]
  - На стадіоні у Манчестері (Велика Британія) стався теракт, жертвами якого стали 22 людини.
- 23 травня
  - В Україні стартувало зовнішнє незалежне оцінювання результатів навчання (завершиться 15 липня).[30].
  - Президент Філіппін Родріго Дутерте оголосив воєнний стан на острові Мінданао після захоплення міста Мараві бойовиками ІДІЛ[31][32].
- 24 травня
  - Переможцем Ліги Європи УЄФА 2016—2017 став англійський «Манчестер Юнайтед», який у фіналі здолав нідерландський «Аякс»[33].
- 25 травня
  - У Брюселі розпочав роботу дводенний саміт НАТО, на якому серед інших питань буде вирішуватися питання прийняття до альянсу Чорногорії.
- 26 травня
  - В Італії розпочав роботу дводенний саміт Великої сімки.[34]
  - У передмісті Вашингтона Фолс-Черчі помер відомий американський політолог Збігнєв Бжезінський.
- 28 травня
  - Золоту пальмову гілку Каннського кінофестивалю отримав фільм режисера Рубена Естлунда Квадрат[35].
- 30 травня
  - Сенат Нідерландів (верхня палата парламенту) ратифікацікував Угоду про асоціацію України з ЄС[36].
- 31 травня
  - Помер Любомир (Гузар), Верховний Архієпископ-емерит Української греко-католицької церкви, у 2001—2011 предстоятель (глава) УГКЦ, кардинал Католицької церкви, будівник на народні кошти Патріаршого собору УГКЦ у Києві[37].